# Юрий Мраккади
Юрий Мракади или Юрий Мараккади (17 декабря 1969, Бейрут) — ливанский актёр, певец и композитор армянского происхождения. Автор популярного в арабском мире хита «Arabiyyun Ana» — «Я араб» (2001).

## Биография
Родился в армянской семье, в ливанском городе Бейрут. Учился режиссуре в Лондоне, и в 1995 году, после окончания учёбы, снова вернулся в Ливан, где работал в течение 8 лет в рекламном бизнесе. Свою творческую карьеру Юрий Мракади начал в 2001 году. Стал знаменит после того как написал и исполнил песню «Я араб». Всего в период с 2001 по 2005 год он записывает четыре сольных альбома. В 2011 году, написал сценарий, по которому вместе с Эмадом Эль Рифаи, снял фильм «Прости меня, мама»